# Los Ángeles (Cile)
Los Ángeles è un comune del Cile, capoluogo della provincia di Biobío, che appartiene alla regione del Bío Bío, nella zona centro-sud del Cile, a 510 km da Santiago del Cile, la capitale del paese.
È una delle città con la maggior crescita del paese negli ultimi decenni; i risultati preliminari del censimento del 2017 la proiettano come la sesta città più popolosa a sud di Santiago, dopo Concepción, Temuco, Rancagua, Puerto Montt e Talca.